# Mang'anja
Le peuple Mang'anja est un peuple bantou, autochtone des hauts plateaux de la Shire et de la vallée de la Shire, dans le sud du Malawi. Il forme la branche méridionale du peuple Maravi. Sa langue, le mang'anja, est un dialecte du nyanja,.
Son système social est matrilinéaire.
Dans la seconde moitié du xixe siècle, il est dominé par les Yao qui viennent s'installer dans la région.